# Naprapatía
La naprapatía es un método de tratamiento sistemático de las enfermedades articulares de la columna vertebral y otras articulaciones, que combina técnicas de medicina manual, quiropráctica, fisioterapia y osteopatía.

## Etimología
Naprapatía proviene de la combinación de "Napravit" que en checo significa corregir y del griego "pathos", dolor o sufrimiento. Por tanto su significado es el de aliviar dolor.

## Historia
El médico quiropráctico estadounidense Oakley Smith creó este método en 1907. Elaboró la técnica basada en la corrección de pequeñas alteraciones biomecánicas que permitiría el tratamiento sistemático de los desórdenes del aparato locomotor. Además, fundó la Escuela Nacional de Naprapatía de Chicago ( "Chicago National College of Naprapathy").
En 1970, el Dr. Björn J. Berg introdujo esta técnica en Suecia y fundó el centro de estudios superiores de Naprapatía de Suecia ( "Svenska Naprapathögskolan" ). Desde entonces hasta la actualidad, la Naprapatía se ha ido convirtiendo en la técnica de tratamiento manual más importante y popular de los países escandinavos. Actualmente forma parte integral de los servicios de salud estatales de Suecia y Finlandia.
En el año 1981, el Dr. Mogens Jørgensen fundó el Instituto de la Columna Vertebral en la localidad de Benidorm, introduciendo así la Naprapatía en España.

## Eficacia
Los defensores de la Naprapatía afirman que esta disciplina ha demostrado científicamente su eficacia en ensayos clínicos. Al igual que los quiroprácticos, sostienen que existe evidencia a favor de la eficacia de las manipulaciones vertebrales para el tratamiento del dolor lumbar crónico.